# Syndactylactis major
Syndactylactis major är en korallart som beskrevs av Enrica Calabresi 1927. Syndactylactis major ingår i släktet Syndactylactis och familjen Cerianthidae. Inga underarter finns listade i Catalogue of Life.